# Эскондида

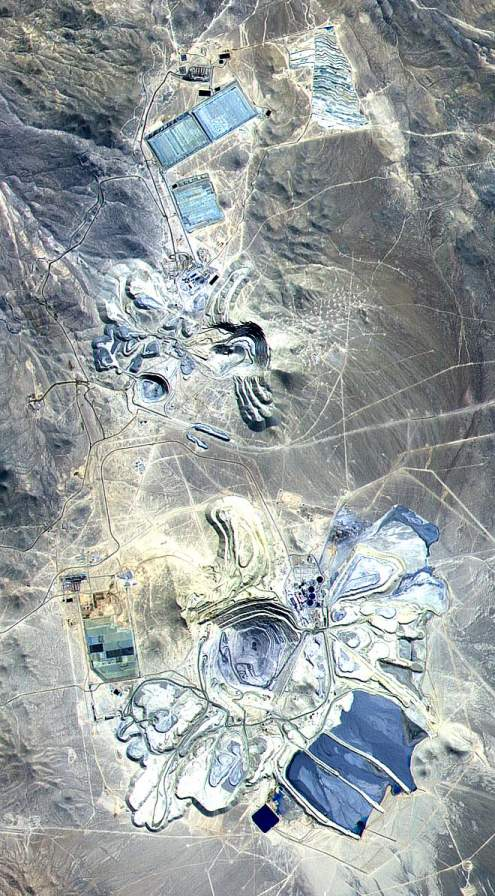
Фото сделано в 2000 году спутником NASA Terra

Эскондида — крупный открытый рудник, состоящий из двух карьеров, в котором добывают медную руду на одноимённом месторождении.
Расположен на севере пустыни Атакама, в 170 км к юго-востоку от Антофагаста на севере Чили. Карьер начал работу в 1990 году на высоте более 3000 метров над уровнем моря. На 2011 год там добывается больше меди, чем где бы то ни было в мире. В 2007 году там было добыто 1,5 миллиона тонн меди, что составляет примерно десятую часть от всей годовой добычи меди в мире. В карьере трудится примерно 6000 человек.